# Río de las Navas
El río de las Navas es un río del centro de la península ibérica perteneciente a la cuenca hidrográfica del Guadiana, que discurre por las provincias de Toledo y Ciudad Real.

## Curso
El río de las Navas nace en la sierra del Comendador, dentro del término municipal de Los Yébenes. Discurre en sentido este-oeste a través de un valle de dehesas y pastizales hasta su desembocadura en el embalse de Torre de Abraham, donde confluye con el río Milagro y el río Bullaque en el término de Retuerta del Bullaque. Carece de vegetación propia de ribera debido a la presión ganadera de la zona.